# Scaphiella barroana
Scaphiella barroana là một loài nhện trong họ Oonopidae.
Loài này thuộc chi Scaphiella. Scaphiella barroana được Willis J. Gertsch miêu tả năm 1941.